# David Geissmar
David Geissmar, auch: Geismar (1797 in Breisach am Rhein, Vorderösterreich – 1879 in Alzey, Großherzogtum Hessen) war Bezirksrabbiner in Baden gemäßigt liberaler Ausrichtung.
David Geissmar war der Sohn des Jakob Geismar und der Süssel, geborene Schwob, und heiratete während seines Talmudstudiums in Fürth Jette geborene Falkenau (1799–1861), eine Tochter des Dajan Josua Moses Falkenau. Nach seinen in Fürth und Karlsruhe abgelegten Rabbinatsdiplomen wurde er um 1820 (unbezahlter) Rabbiner in Breisach und danach um 1824 Rabbiner in Eppingen. Ab März 1827 wurde er Bezirksrabbiner in Sinsheim. Ab 1848 war er Mitglied der Religionskonferenz beim Oberrat der Israeliten Badens. David Geissmar führte den Synagogenchor ein, lehnte aber die Orgel in der Synagoge ab.
Nach seinem Eintritt in den Ruhestand 1874 lebte er bei seinem Sohn, dem Rechtsanwalt Joseph Geissmar (1828–1905) in Mannheim. Seine Enkelin war die im KZ Auschwitz ermordete Ärztin Johanna Geissmar (1877–1942).